# Wojsławice (stacja kolejowa)
Wojsławice – zlikwidowana wąskotorowa stacja kolejowa w Wojsławicach, w województwie lubelskim, w Polsce.